# Nihoa crassipes
Nihoa crassipes är en spindelart som först beskrevs av William Joseph Rainbow 1898.  Nihoa crassipes ingår i släktet Nihoa och familjen Barychelidae. Inga underarter finns listade i Catalogue of Life.